# Cumberland (Île-du-Prince-Édouard)
Cumberland est une communauté dans le comté de Queens de l'Île-du-Prince-Édouard, au sud-ouest de Charlottetown.